# Prosopidastrum globosum
Prosopidastrum globosum es una especie de planta fanerógama perteneciente a la familia de las fabáceas.  Es originaria de Argentina.

## Taxonomía
Prosopidastrum globosum fue descrita por (Gillies ex Hook. & Arn.) Burkart y publicado en Darwiniana 13(2–4): 439. 1964.
Sinonimia
- Mimosa gilliesii Benth.
- Mimosa globosa (Hook. & Arn.) J.F.Macbr.
- Mimosa striata (Benth.) Speg.
- Prosopis benthami Chodat & Wilczek
- Prosopis striata Benth.
- Xerocladia pampeana Speg.[2]